# D-VHS
D-VHS（ディー・ブイエイチエス／データ・ブイエイチエス）は、家庭用ビデオデッキとして業界標準となったVHS方式をベースにデジタル放送に対応した規格。日本ビクター（現・JVCケンウッド）が当時アメリカ合衆国で放送が開始されていたCSデジタル放送の信号を、そのままVHSテープに録画する規格として開発した。DIGITAL Hi-Vision Videoの文言が併記される事もあり間違われることが多いが、頭文字の「D」は“Digital”ではなく“Data”を略したものである。

## 記録方式、インターフェースなど
- 磁気テープやローディングなど基本的なメカニズム部分は従来のVHS方式と同じであり、アナログ放送記録に関しては従来規格（VHSまたはS-VHS）と同じ方式で録画再生を行う。
- 従来規格と大きく異なるのは、各種デジタル放送のデジタル信号を、エンコードすることなく直接記録するビットストリーム記録方式を採用している点にある。また映像記録にはBlu-ray Discと同じくMPEG-2 TS方式を採用（厳密には、Blu-ray DiscがD-VHSの規格に準拠した形）。ハードウェア側には入力されたアナログ映像信号をMPEG-2信号にデータ圧縮するエンコーダと復元するデコーダが装備されているが、機種によっては両方もしくは片方が省略されているものもある。
- DVD等で採用している可変ビットレート（VBR）とは異なり、固定ビットレート（CBR）でのデータ記録方式を採用している。
- デジタル記録の場合、VHS120分テープ相当（DF-240）で、HS（ハイビジョン記録）で1倍、STD（標準解像度記録）で2倍、LS3で6倍の時間で記録が可能。なお、D-VHSテープに書かれている数値は、STDでの記録時間（分単位）である。
- HSモード（ハイビジョン記録）では、1080iおよび720pに対応している。

| 録画モード | メインデータビットレート | サブデータビットレート | 記録データレート | テープスピード |
| ---------- | ------------------------ | ---------------------- | ---------------- | -------------- |
| HS         | 28.2Mbps                 | 292kbps                | 19.1Mbps×2       | 33.33 mm/s     |
| STD        | 14.1Mbps                 | 146kbps                | 19.1Mbps         | 16.67 mm/s     |
| LS2        | 07.0Mbps                 | 073kbps                | 19.1Mbps         | 08.33 mm/s     |
| LS3        | 04.7Mbps                 | 048.7kbps              | 19.1Mbps         | 05.56 mm/s     |
| LS5        | 02.8Mbps                 | 029.2kbps              | 19.1Mbps         | 03.33 mm/s     |
| LS7        | 02.0Mbps                 | 020.9kbps              | 19.1Mbps         | 02.38 mm/s     |

| テープ型番 | 最大容量 | 録画時間           | 録画時間           | 録画時間          | 録画時間            | 録画時間              |
| テープ型番 | 最大容量 | HS                 | STD                | LS3               | LS5                 | LS7                   |
| ---------- | -------- | ------------------ | ------------------ | ----------------- | ------------------- | --------------------- |
| DF-160     | 16.9 GB  | 80分（1時間20分）  | 160分（2時間40分） | 480分（8時間）    | 800分（13時間20分） | 1,120分（18時間40分） |
| DF-180     | 19.0 GB  | 90分（1時間30分）  | 180分（3時間）     | 540分（9時間）    | 900分（15時間）     | 1,260分（21時間）     |
| DF-240     | 25.4 GB  | 120分（2時間）     | 240分（4時間）     | 720分（12時間）   | 1,200分（20時間）   | 1,680分（28時間）     |
| DF-300     | 31.7 GB  | 150分（2時間30分） | 300分（5時間）     | 900分（15時間）   | 1,500分（25時間）   | 2,100分（35時間）     |
| DF-360     | 38.1 GB  | 180分（3時間）     | 360分（6時間）     | 1,080分（18時間） | 1,800分（30時間）   | 2,520分（42時間）     |
| DF-420     | 44.4 GB  | 210分（3時間30分） | 420分（7時間）     | 1,260分（21時間） | 2,100分（35時間）   | 2,940分（49時間）     |
| DF-480     | 50.7 GB  | 240分（4時間）     | 480分（8時間）     | 1,440分（24時間） | 2,400分（40時間）   | 3,360分（56時間）     |

- デジタル放送受信機（セットトップボックス：STB）等との相互接続にはi.LINKを採用。映像・音声・アスペクト比などの制御信号・番組情報などを双方向に通信し記録できる。DV端子と形状は同一だが取り扱う信号が異なる（DVC-SDフォーマットではなくMPEG-2 TSフォーマット）ため、DV方式の家庭用デジタルビデオカメラは接続できない（DVビデオカメラ用の信号を扱えるデッキもある）。MPEG-2デコーダを装備していないD-VHSデッキでD-VHS記録された映像を再生する場合、この接続形態でSTB等に内蔵のMPEG-2デコーダを通して再生する事になる。
- テープにはアナログ方式のS-VHSテープをリファインしたD-VHSテープを使用して記録する。外見は通常のVHSテープとほぼ同じだが、磁性粉の保磁力は1000Oeを超えたコバルト被着型を採用し、記録する短波長の高出力化・磁性体の密度アップがなされており、外見上の相違点として、テープの種類を認識するための穴（識別孔）がある。デジタル方式で記録されたテープは従来のVHS / S-VHS / W-VHS方式では再生できない。しかしVHS / S-VHS方式で記録したテープはD-VHSデッキで録画・再生できる。なお、D-VHSテープはデジタル記録専用ではなくVHS / S-VHS / W-VHS / D-VHSデッキに於いてアナログ方式のVHS / S-VHS記録用の最高級テープとしても使用可能である（D-VHSデッキでD-VHSテープにアナログ方式のVHS / S-VHS記録をする場合、ボタン操作でVHS / S-VHS記録モードに切り替える必要がある）。
- メーカー保証外だが、S-VHSテープやHG（ハイグレード）タイプのVHSテープであればD-VHS方式でのデジタル記録が可能な機種も存在する。本体やリモコンのボタン操作でD-VHS記録モードへ切り替えると記録することができる。ただし、機種によってはテープ種類の識別孔を空けなければD-VHS記録が出来ないものもある。
- i.LINK（IEEE 1394）を使用してパソコンと接続し、MPEG-2エンコードした映像を編集可能な製品が存在する[2]。また、Windows XP搭載パソコンとIEEE 1394で接続した場合、「JVC Tape Device」として認識される機種がある。フリーウェアを使用することにより、D-VHSデッキを使用したMPEG-2キャプチャも可能である。

## 経緯

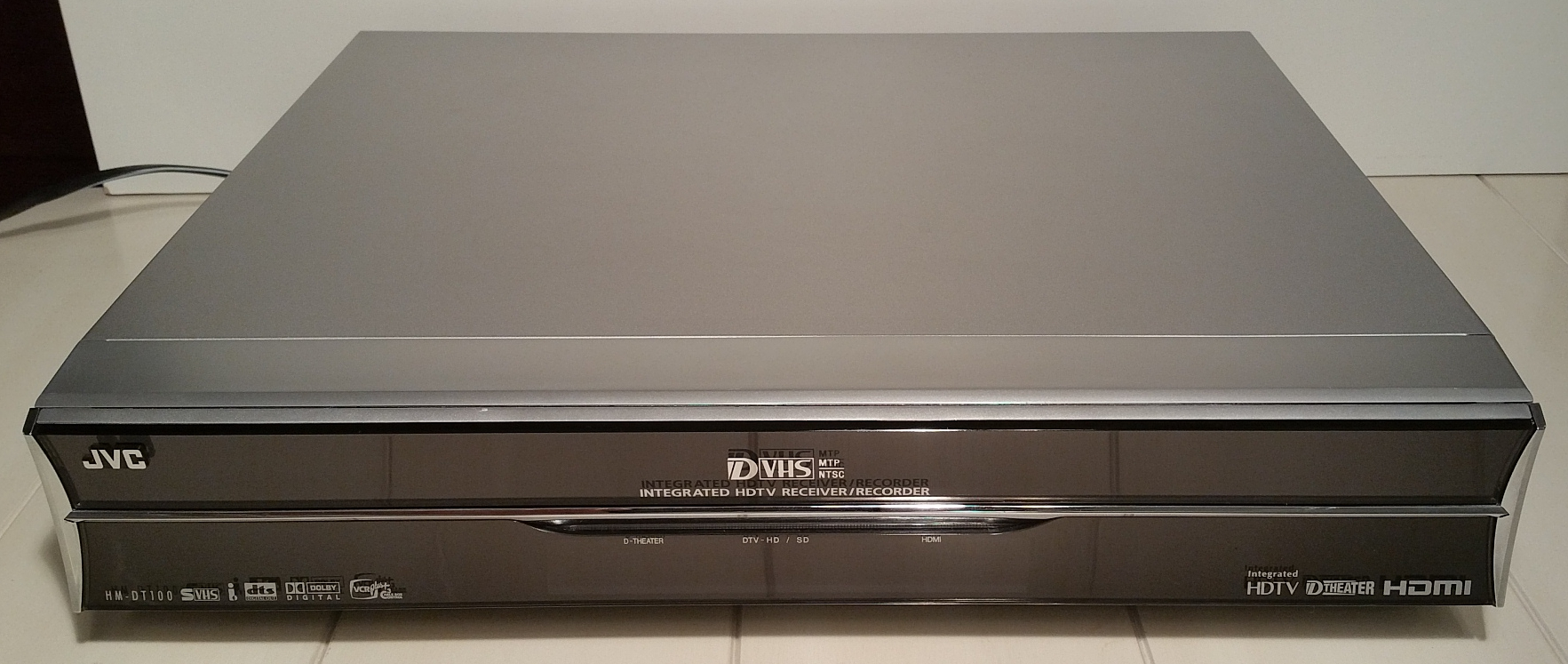
JVC HMDT100U

- 1995年4月 - 日本ビクターがD-VHSフォーマットの技術発表を行う。
- 1996年4月 - D-VHSスタンダード（STD）モードの技術仕様を決定。
- 1997年 - 日本ビクターからアメリカ合衆国市場向けにCSデジタル放送STB一体型のD-VHS 1号機HM-DSR100DUを発売。
- 当初はデジタル放送受信機との組み合わせが前提であり、再生もMPEG-2デコーダを搭載したデジタル放送受信機と接続しない限り不可能であった。しかし1999年には、MPEG-2エンコーダ及びMPEG-2デコーダを内蔵し、従来のアナログ放送の信号をデジタル信号に変換し、記録・録画する機器も登場した。
- 1998年7月 - 当初4時間（DF-240、従来の120分テープに相当）のSTDモード以外に、ハイビジョン記録可能なHS（High Speed）モード（DF-420で3.5時間記録可能）と、LS（Low Speed）モード（LS2 / 3 / 5 / 7）を規格に追加した[3]。LS2はSTDの2倍、LS3は3倍、LS5は5倍、LS7は7倍の記録が可能で、最長のLS7ではVHS程度の画質で56時間の長時間記録が可能である。ただしLS2以上については、録画したビデオデッキ以外のデッキでの再生を保証していない。
- 1998年10月 - 日立製作所から日本市場向けにCSデジタルチューナーを搭載し、スカイパーフェクTV!の「パーフェクTV!」サービスのデジタル記録に対応した7B-DF100が限定発売された[4]。
- 1999年7月 - 日立製作所より、MPEG2エンコーダー内蔵「世界初 アナログ地上波・ＢＳ放送をデジタル記録する D-VHS VTR DT-DR3000」を発売[5]
- 2000年9月 - デジタルハイビジョンビデオ推進協議会（日本ビクター、日立製作所、松下電器産業（現・パナソニック）、東芝ビデオプロダクツジャパン、及び賛同メーカー）は、D-VHS HSモード搭載機に共通のロゴ（DIGITAL Hi-Vision Video）を制定し、愛称を「デジタルハイビジョンビデオ」に統一。商品カタログや広告に使用すると発表した。
- D-VHSにどのモードを搭載するかはメーカーの判断に任され、HSモード、LS3モード等を搭載した機種は日本でBSデジタル放送が開始された2000年に発売された。HSモードは発売当時、家庭用としては唯一BSデジタル放送を完全に記録できる規格だった（転送レート28.2Mbps・BSデジタル放送は24Mbps）。
- D-VHSテープも後に最長480分（DF-480、STDモード時）対応のものが発売された。
- D-VHSを自社発売したメーカーは日本ビクター、松下電器産業（現・パナソニック）、日立製作所、三菱電機、OEM供給はソニー、シャープ、東芝（日本ビクターより）であった。2008年時点で日本ビクターも含め、すべてのメーカーで製造を終了している。日本ビクターは2007年1月限りで日本国内での販売を終了している（最終機種は「HM-DHX2」で、D-VHS（S-VHS）製品としても最終機種である）。
- D-VHSは家庭用としてハイビジョンのまま記録できる媒体としてデジタルハイビジョンを受信するユーザーを中心に普及していたが、デジタルチューナーは非搭載で、外部チューナーかデジタルチューナー内蔵テレビなどと接続しなければならなかった。
- 2004年4月 - IEC 60774-5 Ed. 1.0:2004 (b) として国際規格化された[6]。
- 2009年4月13日 - D-VHSを発売していたメーカーから2011年以降にBSデジタル放送の録画に支障が出る可能性があることが発表された。2011年にはNHK BShiの終了に伴うNHK衛星第1およびNHK衛星第2のハイビジョン化及び、アナログBS放送の終了や新たな周波数帯の割り当てに伴う新規事業者の参入などBSデジタル放送の再編が予定されていたため、サービス向上の必要から新規局・既存局双方でD-VHSの設計上限である28.2Mbpsを超える送出運用が行われる可能性があった。その場合、録画番組にノイズ混入や音声の途切れなどが想定され、D-VHS機器では回避できないことから、こうした運用が実施された場合はSTDなどSD画質で録画するように呼びかけていた[7]
- 2018年12月1日以降 - 総務省発表の「4K・8K推進のためのロードマップ」の実施に伴い、現在行われているBSデジタル放送に於いて少なくともNHKと在京キー局系の民放に関しては現行の24スロットが4K・8K放送に必要な帯域を確保するために最大3分の1削られ、BSデジタルハイビジョン放送のビットレートが落ちる事から、D-VHS機器でHSモード録画を行っても設計上限である28.2Mbpsを超える送出運用が行われる可能性はほぼ無くなる[8]。

## メリット・デメリット
- BDレコーダーが存在しない頃は、唯一のハイビジョン画質でデジタル記録できるメディアであり、BDレコーダーが発展途上の時期にはメリット・デメリットが拮抗していたが、2010年代以降はメリットと言える要素は極めて少なくなっている。

### メリット
- テープ方式のために大容量（DF-480使用時で50.7GB[注釈 1]、最高画質のHSモード（ハイビジョン画質）で240分（4時間）記録が可能）。
  - 但し、Blu-ray DiscもDL（2層50GB：BSデジタルで260分記録可能）、BDXL（3層100GB：BSデジタルで520分記録可能、4層128GB：BSデジタルで660分記録可能）を商品化している。
- コピーフリーの番組を録画したD-VHSはi.LINKまたはDV端子経由でDVDレコーダーやBDレコーダーにダビングができる。
- 磁気テープによる記録方式のため、適切な湿度・温度管理をしていれば、保存・安定性が高く、D-VHSテープの製品寿命は非常に長い。

### デメリット
- テープ媒体のため頭出しの時間がかかる（メーカーによっては録画した番組のナビゲーション機能を搭載しているが、同一デッキでの使用に限られる）。
- 映像のトリックプレイ（いわゆる特殊再生。倍速サーチ等）には紙芝居のような映像しか出ないこと、また初期のD-VHS機種は早送り・巻き戻し用データ記録規格が策定されていなかった事もあり、映像を見ながらの早送り・巻き戻しが不可能であった。静止画は可能であるものの、コマ送りやスローには一切対応しなかったこと。
- D-VHSテープが適切に管理されていない場合、テープの傷やホコリに弱く、特に長時間モードでの録再時に画像エラーが出やすい。
- 初期の一部機種ではMPEG-2デコーダを内蔵していないため、ビデオ単体では映像が見られない。また、通常のMPEG-2デコーダは搭載しているがハイビジョン用デコーダを搭載していない機種もあり、この場合にはハイビジョンチューナーを経由して再生しなければならない。
- コピー・ワンスの番組を録画したD-VHSはBDレコーダーにダビング・ムーブはできない。
- ハイビジョン録画・ダビングの手段がi.LINK経由に限られる。そのためi.LINK端子を搭載しないハイビジョンテレビやチューナーからはハイビジョン画質での録画や再生（ハイビジョン用デコーダ非搭載機種）が行えない（ハイビジョン用チューナーを内蔵したD-VHSデッキは発売されなかった）。
- 2007年1月時点でD-VHSデッキの生産が全て終了しており、D-VHSデッキを新たに導入する手段がない（中古市場でのD-VHSデッキの入手はS-VHSデッキやVHSデッキと比べると現存数がED Betaデッキほどではないものの、かなり少ない故にとても困難である）。
- D-VHSテープ自体がDVDやBlu-ray Discと比べてサイズが大きい。
- D-VHSテープおよび、代用となるS-VHSテープも生産終了しているため入手困難である（従来のVHSテープは磁性体の保磁力が劣るため、D-VHS方式でのデジタル記録は困難）。
- Blu-ray Discの普及による増産でBDメディアの低価格化が進んだ事に対し（BDメディアは100円ショップでも入手可能）、流通在庫しか存在しないD-VHS/S-VHSテープとは価格が逆転している。

## 他規格との連携
Blu-ray Discを発売した松下電器産業（現・パナソニック）は、2004年4月にD-VHS製品を出荷完了している。ソニー、シャープも同様にBlu-ray Discへと移行した。
パナソニックはこれに伴い、単体デジタルチューナーやデジタル3波チューナー内蔵テレビから、D-VHSの録画に不可欠なi.LINK端子を撤去したモデルを販売している。ただし、パナソニックのBDレコーダー「DIGA」の「DMR-BW」シリーズには、i.LINK端子が搭載されており、ハードディスクに録画したハイビジョン番組を、Blu-rayメディアの他、D-VHSテープにもムーブ可能。公式にパナソニック製BDレコーダーとの連携が保証されているのは、同社のD-VHSデッキである「NV-DHE10」、「NV-DH1」、「NV-DHE20」、「NV-DH2」の4機種である。

## ソフト
ハイビジョン記録されたパッケージ規格 “D-Theater”も開発された。D-Theater規格のテープはD-Theater機能を搭載したD-VHSデッキでしか再生できない。D-TheaterにはDVDと同じくリージョンコードがあり、パッケージとデッキのリージョン番号が一致しないと再生できない。アメリカ市場ではソフトが商品化されているが、日本市場でのD-VHSソフトは、僅か1タイトルが発売されたに過ぎない。D-VHS方式開発メーカーである日本ビクター自身がBlu-ray Discに移行している上に、D-VHSの機器の日本市場向けモデルの製造が打ち切られたことから、今後新たなるD-Theaterソフトの発売の可能性は絶無である。
D-VHS録画用ビデオカセットテープについては、パナソニック、ソニー、日立マクセル（現・マクセル）、TDK、富士フイルムは生産を終了。
ビクターの記録メディア事業を会社分割して設立した、ビクターアドバンストメディア（太陽誘電子会社：2016年3月31日解散）も2014年1月末に生産完了、2015年12月末で販売を終了した。
2021年現在、D-VHSビデオカセットテープの新品入手はインターネットショッピングで可能だが、一般家電量販店では非常に難しい状態である。